# Isthmomys pirrensis
Isthmomys pirrensis is een zoogdier uit de familie van de Cricetidae. De wetenschappelijke naam van de soort werd voor het eerst geldig gepubliceerd door Goldman in 1912.

## Voorkomen
De soort komt voor in Colombia en Panama.